# Талалеј Сиријски
Преподобни Талалеј је био испосник сиријски.
Био је најпре у манастиру Светог Саве Освећеног, но после се настани на неком гробљу многобожачком, чувеном због појава злих духова и страшилишта. Да би победио страх у себи вером у Бога, Талалеј се настани на том гробљу где проживе многе године, претрпевши много од напада духова и дању и ноћу. Због велике вере у љубави према Богу дарова му Бог дар чудотворства, те учини многа добра болесним и страдалним људима. Скончао око 460. године.
Српска православна црква слави га 27. фебруара по црквеном, а 12. марта по грегоријанском календару.